# Havaika mauiensis
Havaika mauiensis là một loài nhện trong họ Salticidae. Loài này được phát hiện ở Hawaii.